# Perry Hall
Perry Hall és una concentració de població designada pel cens dels Estats Units a l'estat de Maryland. Segons el cens del 2000 tenia 28.705 habitants.

## Demografia
Segons el cens del 2000, Perry Hall tenia 28.705 habitants, 11.328 habitatges, i 7.884 famílies. La densitat de població era de 1.585,6 habitants per km².
Dels 11.328 habitatges en un 33,5% hi vivien nens de menys de 18 anys, en un 56,3% hi vivien parelles casades, en un 9,9% dones solteres, i en un 30,4% no eren unitats familiars. En el 23,8% dels habitatges hi vivien persones soles el 7,2% de les quals corresponia a persones de 65 anys o més que vivien soles. El nombre mitjà de persones vivint en cada habitatge era de 2,53 i el nombre mitjà de persones que vivien en cada família era de 3,03.
Per edats la població es repartia de la següent manera: un 24,2% tenia menys de 18 anys, un 7,4% entre 18 i 24, un 32,7% entre 25 i 44, un 24% de 45 a 60 i un 11,6% 65 anys o més.
L'edat mediana era de 37 anys. Per cada 100 dones de 18 o més anys hi havia 88,6 homes.
La renda mediana per habitatge era de 57.033 $ i la renda mediana per família de 65.632 $. Els homes tenien una renda mediana de 42.371 $ mentre que les dones 33.834 $. La renda per capita de la població era de 26.361 $. Entorn del 2,3% de les famílies i el 2,9% de la població estaven per davall del llindar de pobresa.

## Poblacions més properes
El següent diagrama mostra les poblacions més properes.